# Розпад протона
Ця стаття є про розпад протонів в субатомних частинках. Для радіоактивного типу розпаду, в якому ядро виділяє протон, див. протонний розпад.

Співвідношення слабкого ізоспіна з слабким гіперзарядом і колірним зарядом для частинок в Модель Джорджі-Ґлешоу. В такій моделі протон, що складається з двох u-кварків і одного d-кварка, розпадається на пі-мезон, що складається з u-кварка та u-антикварка, та позитрон, через новий Х-бозон із електричним зарядом –4/3.

У фізиці елементарних частинок, розпад протона є гіпотетичною формою радіоактивного розпаду, в якій протон розпадається на легші субатомні частинки, такі як нейтральний піон і позитрон. На сьогодні немає експериментальних підтверджень, що розпад протона відбувається.
У Стандартній моделі, протони, що входять до класу баріонів, є стабільними, оскільки баріонне число (число кварків) зберігається (в нормальних умовах, однак, є і аномальні випадки). Таким чином, протони не можуть розпадатися на інші частинки самостійно, оскільки вони є найлегшими (а отже, найменш енергетичними) баріонами.
Деякі теорії великого об'єднання (ТВО) поза Стандартною моделлю явно порушують симетрію баріонного числа, що дозволяє протонам розпадатися з допомогою частинки Хіггса, магнітних монополів або нових X-бозонів. Розпад протона є одним з ефектів запропонованих ТВО, які не вдалось виявити в експерименті. Однак, існують теоретичні моделі порушення закону збереження баріонного числа без розпаду протона. Серед прикладів можна навести гіпотетичні осциляції нейтронів-антинейтронів, або процес під назвою "сфалерон", що очікується при надзвичайно високих енергіях та полягає в перетворенні протонів в анти-лептони та навпаки.

## Баріогенезис
Одною з невирішених проблем в сучасній фізиці є причина переважання матерії над антиматерією у Всесвіті. Всесвіт, в цілому, має ненульову позитивну густину баріонного числа — тобто, він створений з матерії, а не антиматерії. В космології панує думка, що частинки, які ми спостерігаємо у Всесвіті в наш час, були створені тими ж законами фізики, якими ми користуємося сьогодні. В такому випадку, можна було б очікувати, що загальне число баріонів має дорівнювати нулю, оскільки матерія і антиматерія мали бути утвореними у Великому Вибуху в рівних кількостях. Цей парадокс є приводом до численних запропонованих механізмів порушення симетрії, які сприяють створенню звичайної матерії (а не антиматерії) за певних умов. Навіть якби ця асиметрія була би надзвичайно малою за частку секунди після Великого Вибуху, порядку 1 частинки з кожних 10 000 000 000 (1010), – після того, як більшість з матерії і антиматерії анігілювало, те, що залишилося створило б  баріонну матерію в сучасному всесвіті, поряд з значно більшим числом бозонів. 
Експерименти, представлені в 2010 році в лабораторії Фермі, показали, що цей дисбаланс може бути набагато більшим, ніж передбачалося раніше. У зіткненнях протонів та антипротонів, кількість виділеної матерії становило приблизно на 1% більше, ніж кількість виділеної антиматерії. Причина цієї розбіжності поки невідома, цей результат також поки що не є підтвердженим іншими експериментами.
Більшість теорій великого об'єднання явно порушують закон збереження баріонного числа, що дозволило б пояснити відмінність матерії та антиматерії. Як правило, в таких теоріях розглядається обмін дуже масивними X-бозонами або бозонами Хіггса (H0). Швидкість, з якою ці події відбуваються, в значній мірі визначається масою проміжного X або H0 бозона. Отже, якщо припустити, що ці реакції відповідальні за існування сьогоденної баріонної матерії, можна обчислити максимальну масу частинки, вище якої буде процес відбуватиметься занадто повільно, щоб пояснити кількість матерії у наш час. Ці оцінки передбачають, що у достатньо великій кількості матерії іноді проявляється спонтанний розпад протона.

## Експериментальні дані
Розпад протона є одним з небагатьох передбачених ефектів різних запропонованих ТВО, які не вдалося підтвердити експериментально. Іншим прикладом таких ефектів є магнітні монополі. Вони стали в центрі уваги великих експериментальних робіт з фізики, починаючи з початку 1980-х. Розпад протона на той час був надзвичайно захоплюючою областю експериментальних досліджень в фізиці. Станом на сьогодні[коли?], всі спроби спостерігати ці явища є невдалими. Найточніші результати походять з експерименту на водному детекторі черенковського випромінювання Супер-Каміоканде, що розташований в Японії. Найнижча межа для періоду напіврозпаду протонів була встановлена у 1,67×1034 років через позитронний розпад, та у 1,08×1034 років через анти-мюонний розпад, що наближається до передбачень теорії суперсиметрії у 1034–1036 років. Модернізований детектор Гіпер-Каміоканде та інші зможуть уточнити ці результати в 5–10 разів. Для порівняння, вік Всесвіту оцінюється у приблизно 1010 років.

## Теоретична мотивація

Діаграма розпаду протона в Теоріях великого об'єднання.

Незважаючи на відсутність експериментальних спостережень розпаду протона, деякі теорії великого об'єднання, такі як моделі Джорджі-Ґлешоу, потребують його. На думку деяких подібних теорій, протон має період напіврозпаду близький до 1036 років, і розпадається на позитрон і нейтральний піон, що сам по собі відразу розпадається на 2 гамма-кванти:
- p+  →  e+ + π0
- π0  →  2γ

Оскільки позитрон є антилептоном, цей розпад зберігає квантове число B-L, яке зберігається в більшості ТВО.
Доступні також додаткові режими розпаду (наприклад, анти-мюонний р+ → μ+ + π0), як напряму, так (в Теоріях великого об'єднання) і через магнітні монополі.. Хоча жоден з цих процесів не спостерігався експериментально, він є в межах області чутливості майбутніх наймасштабніших детекторів вагою в кілька мегатонн, таких як Hyper-Kamiokande.
Ранні теорії великого об'єднання, такі як моделі Джорджі-Ґлешоу, були першими послідовними теоріями розпаду протона, що постулювали період напіврозпаду протона щонайменше в 1031 років. Коли подальші експерименти і розрахунки були виконані в 1990-х роках, стало очевидним, що період напіврозпаду протона не може бути коротшим за 1032 років. Багато книг з цього періоду розглядають період у 1032 років можливим типовим часом загасання баріонної матерії.
Хоча це явище називається "розпад протона", ефект також може проявлятися в нейтронах, що зв'язані всередині атомних ядер. Вільні нейтрони — ті, що не є всередині атомного ядра, як вже відомо, розпадаються на протони (а також електрон і антинейтрино) в процесі, відомому як бета-розпад. Вільні нейтрони мають період напіврозпаду близько 10 хвилин (613,9 ± 0,8 с) через слабку взаємодію. Нейтрони, зв'язані у атомному ядрі, мають набагато більший період піврозпаду — настільки ж довгий, як і у протона.

## Оператори розпаду

### Оператори розпаду протона розмірності–6
Операторами розпаду протона розмірності–6 є {\displaystyle {\frac {qqql}{\Lambda ^{2}}},{\frac {d^{c}u^{c}u^{c}e^{c}}{\Lambda ^{2}}},{\frac {{\overline {e^{c}}}{\overline {u^{c}}}qq}{\Lambda ^{2}}}} i {\displaystyle {\frac {{\overline {d^{c}}}{\overline {u^{c}}}ql}{\Lambda ^{2}}}}, де Λ є типовим масштабом енергії для Стандартної моделі. Всі ці оператори порушують баріонне (B) і лептонне число (L), але не їх поєднання B - L.
У моделях ТВО, обмін Х або Y-бозоном з масою ΛGUT може призвести до пригнічення двох останніх операторів членом  {\displaystyle {\frac {1}{\Lambda _{GUT}^{2}}}}. Обмін триплетним бозоном Хіггса з масою М може призвести до пригнічення всіх операторів, пропорційних до 1/М2. 

Розпад протона.  Ці діаграми відносяться до бозонів Х і Бозонів Хіггса.
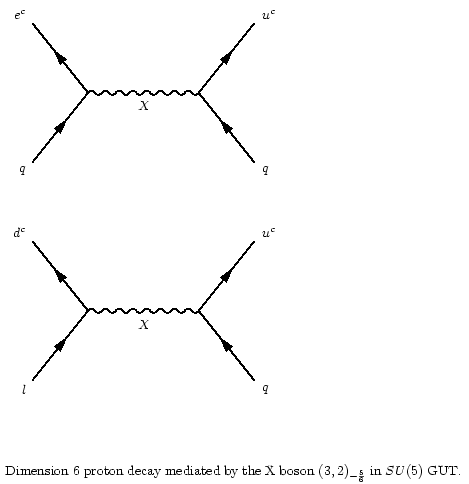
Оператор розпаду протона розмірності–6 за участі X-бозона (3,2) −5⁄6 в SU(5) ТВО
Оператор розпаду протона розмірності–6 за участі X-бозона (3,2) 1⁄6 при ударі SU(5) ТВО
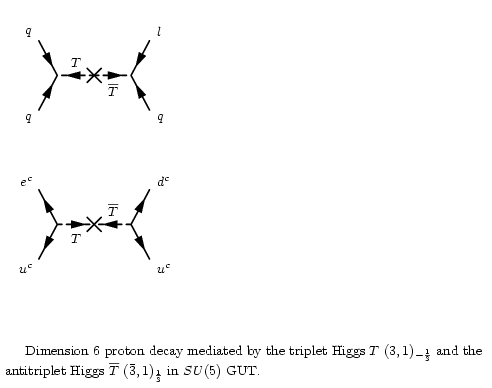
Оператор розпаду протона розмірності–6 за участю триплету бозонів Хіггса T (3,1)
−1⁄3 і анти-триплету T (3,1)
1⁄3 в SU(5) ТВО

### Оператори розмірності–5 розпаду протона
У суперсиметричних розширеннях Стандартної моделі (наприклад, МССМ), ми також можемо мати оператори розмірності 5, що пов'язують два ферміони і два сферміони, з допомогою обміну суперсиметричної частинки маси М. Сферміонах можуть обмінюватись гайджіно, хіггсіно або гравітіно, перетворюючись на два ферміони. В такому випадку, діаграма Фейнмана матиме петлю (та інші ускладнення, зумовлені фізикою сильних взаємодій). Через це, швидкість такого розпаду буде пропорційна до  {\displaystyle {\frac {1}{MM_{SUSY}}}}, де MSUSY – величина маси суперпартнерів.

### Оператори розмірності–4 розпаду протона

У разі відсутності R-парності, суперсиметричне розширення Стандартної моделі може призвести до пригнічення останнього оператора, оскільки він містить в знаменнику квадрат маси нижнього скварка. Це пов'язано з розмірністю-4 операторів 
q
l
d͂c та 
uc
dc
d͂c. 
Швидкість розпаду протона в такому випадку пропорційна до {\displaystyle {\frac {1}{M_{SUSY}^{2}}}}, що є занадто швидко порівняно з віком Всесвіту, якщо константи зв'язку не надто малі.